# Presstöd
Presstöd var ett ekonomiskt bidrag från staten till tidningar, främst dagspress. Sedan 1 februari 2019 har det ersatts med mediestöd som även omfattar nätpublikationer . Syftet med de svenska press- och mediastöden är att främja mångfald och konkurrens inom dagspressen. Regeringen beslutade den 14 oktober 2021 att tillsätta en Mediestödsutredning med syfte att utreda och förankra förändringar i press- och mediestöden. Under 2022 redovisade utredningen sina förslag. Det nya mediestödet ska gälla från och med den 1 januari 2024.

## Sverige

### Bakgrund
Under 1950-talet lades många dagstidningar ner runt om i Sverige, vilket ledde till de första diskussionerna om att genom statsbidrag säkra tidningarnas överlevnad. I städer som tidigare haft flera tidningar riskerade man att få en monopolsituation där den enda kvarvarande tidningen helt dominerade nyhetsförmedlingen. Man ville också säkra mångfalden inom den politiska opinionsbildningen och ge medborgarna fler plattformar för demokratiskt gräsrotsarbete. I början av 1960-talet följde statliga utredningar i frågan, där man framförallt angrep problemen med de vikande upplagesiffror som drabbade "andratidningarna", det vill säga den tidning som hade näst störst upplaga på en ort.
Riksdagen beslutade för första gången om direkta ekonomiska bidrag till pressen 1965. Presstödet gavs då till de politiska partiernas opinionsbildande verksamhet, och partierna fick själva vidarebefordra pengarna till sina respektive tidningar. Detta är det partistöd som fortfarande finns kvar. 
Efter några år omarbetades systemet till fasta regler och en statlig myndighet som fördelar stödet. En statlig utredning om presstödet var klar 1976. Förändringarna kom sedan problemen fortsatt för främst andratidningarna. 1972 kom även en allmän reklamskatt där de rika tidningarna fick betala för de fattiga tidningarna. 

### Presstöd
Idag ansvarar Presstödsnämnden för presstödet.[källa behövs] Presstödet omfattade år 2012 cirka 535 miljoner kronor. 2020 var stödet närmare 1,5 miljarder kronor. Bonnier News var då det mediehus som fick mest i statligt stöd; 28 procent av stödpengarna gick till den koncernen. 2021 gjorde de svenska tidningsföretagen en vinst på 845 miljoner kronor och omsatte närmare 14 miljarder kronor. 70% av de digitala reklaminvesteringarna gick till utomnordiska bolag och där Facebook och Google stack ut mest.
Stödet finns i två former: direkt och indirekt presstöd.[källa behövs]
Huvuddelen av det direkta presstödet går till tidningar som har kopplingar till riksdagspartier. Mest pengar år 2008, över 65 miljoner kronor var, fick centertidningen Skånska Dagbladet och obundet moderata Svenska Dagbladet. Flera tidningar under den socialdemokratiska tidningskoncernen A-pressen fick över 15 miljoner kronor som Arbetarbladet, Dagbladet Nya Samhället, Dala-Demokraten, Länstidningen Östersund, Värmlands Folkblad, Västerbottens Folkblad och Östra Småland. Även den kristna partipolitiskt obundna tidningen Dagen fick över 15 miljoner kronor. Att tidningar med kopplingar till politiska partier får bidrag för sin verksamhet gör att vissa kallar presstödet för ett slags indirekt partistöd.

#### Direkt presstöd

##### Driftsstöd
Driftsstöd går till tidningar som är andratidningar på utgivningsorten (som har högst 30 % spridning på utgivningsorten). Dessutom måste ett antal andra krav vara uppfyllda, till exempel måste tidningen ha en upplaga på minst 1 500 exemplar, huvudsakligen spridas genom prenumerationer samt ges ut minst en gång i veckan. Driftsstödet är den klart största formen av presstödet. Driftsstödet uppgick 2012 till drygt 474 miljoner kronor. 
- Aktuellt i Politiken	4 141 000 kr
- Arbetarbladet	16 861 000 kr
- Arbetaren	2 239 000 kr
- Blekinge-Posten 2 239 000 kr
- Bulletinen Bas Blekinge 2 910 000 kr
- Dagbladet Nya Samhället	12 243 500 kr
- Dagen	15 245 625 kr
- Dagens ETC	2 239 000 kr
- Dalabygden	2 239 000 kr
- Dala-Demokraten	16 861 000 kr
- Eesti Päevaleht	1 679 000 kr
- Efter Arbetet	2 239 000 kr
- ETC lokaltidning Bergslagen	1 679 000 kr
- ETC lokaltidning Göteborg	2 239 000 kr
- ETC lokaltidning Sthlm	2 239 000 kr
- ETC lokaltidning Örebro	2 910 000 kr
- ETC	2 910 000 kr
- Feministiskt Perspektiv	1 679 250 kr
- Flamman	2 910 000 kr
- Folkbladet Norrköping	7 684 500 kr
- Folket	2 239 000 kr
- Fria Tidningen	4 298 000 kr
- Gotlands Allehanda	2 239 000 kr
- Gotlands Tidningar	2 239 000 kr
- Gästriklands Tidning	1 679 000 kr
- Göteborgs Fria Tidning	2 239 000 kr
- Haparandabladet	2 239 000 kr
- Hemmets vän	5 260 000 kr
- Internationalen	1 679 000 kr
- Kalmar Läns Tidning     2 239 000 kr
- Karlstads-Tidningen	2 239 000 kr
- Kristdemokraten	2 910 000 kr
- Kungsbacka-Posten	3 492 000 kr	2 239 000 kr
- Landet Fria Tidning	2 239 000 kr
- Liberacion	2 239 000 kr
- Lokaltidningen Sorsele m.fl.	2 910 000 kr
- Lokaltidningen Stenungsund	3 492 000 kr
- Läns-Posten	2 910 000 kr
- Länstidningen Södertälje	15 557 000 kr
- Länstidningen Värmlandsbygden	2 239 000 kr
- Länstidningen Östergötland	2 910 000 kr
- Länstidningen Östersund	15 627 500 kr
- Miljömagasinet	2 239 000 kr
- Proletären	2 239 000 kr
- Mälarbladet Måsen	2 910 000 kr
- Mölndals-Posten	3 582 000 kr
- Nationell Idag	1 679 000 kr
- Nord-Sverige	2 910 000 kr
- Norra Hallands veckoblad	6 313 000 kr
- Norrländska Socialdemokraten	16 861 000 kr
- Tidningen NU	2 910 000 kr
- Nya Tider	2 239 000 kr
- Ny Tid Göteborgsområdet	1 679 000 kr
- Nyhetstidningen på lätt svenska	1 679 000 kr
- Offensiv	2 239 000 kr
- Politiken.se	1 259 250 kr
- Ruotsin Suomalainen	5 260 000 kr
- Sesam öppnar dörrar 1 679 000 kr
- Skaraborgsbygden	5 260 000 kr
- Skånes Fria Tidning	2 239 000 kr
- Skånska Dagbladet	37 650 400 kr
- Skärgården fr Grissleh till Landsort	3 582 000 kr
- Smålands-Folkblad	2 239 000 kr
- Smålandsbygdens Tidning	2 239 000 kr
- Orust Tjörn (fd Stenungsunds-Posten)	2 015 000 kr
- Stockholms Fria Tidning	2 239 000 kr
- Stockholms Tidningen	2 239 000 kr
- Suomen Uutisviikko	2 239 000 kr
- Svenska Dagbladet	50 800 000 kr
- Sydöstran	14 100 000 kr
- Sändaren	3 582 000 kr
- Sörmlandsbygden	2 910 000 kr
- Tempus	2 239 000 kr
- Tranås-Posten	2 239 000 kr
- Uddevalla-Posten	1 679 000 kr
- Upplands Nyheter	2 239 000 kr
- Världen Idag	4 441 500 kr
- Värmlands Folkblad	16 861 000 kr
- Västerbottens Folkblad	13 254 000 kr
- Västerbottens Mellanbygd	2 910 000 kr
- Västerbottningen	2 910 000 kr
- Västerbygden	2 239 000 kr
- Västmanlands Nyheter	1 679 000 kr
- Växjöbladet Kronobergaren	2 239 000 kr
- Ölandsbladet	2 239 000 kr
- Östhammars Nyheter	2 239 000 kr
- Östran/Nyheterna	13 042 500 kr

De största presstödstagarna är sedan många år Svenska Dagbladet och Skånska Dagbladet. Den senare tidningen får driftsstöd som andratidning i Malmö, trots att upplagan så gott som uteslutande[källa behövs] går till mindre orter och landsbygd i övriga Skåne, där tidningen har en avsevärt starkare marknadsposition.

##### Distributionsstöd
Distributionsstöd går till alla dagstidningar som deltar i organiserad samdistribution. År 2012 uppgick distributionsstödet till ca 61 miljoner kronor.

##### Utvecklingsstöd
Under vissa perioder (senast 2002–2005) har presstödet även innefattat ett s.k. utvecklingsstöd, som är ett bidrag för investeringar i ny teknisk utrustning, datorprogram, utbildning, med mera.

#### Indirekt presstöd
Förutom de direkta bidragen har staten även infört ett antal generella skattelättnader för dagspressen, till exempel befrielse från mervärdesskatt, lägre portoavgifter och sänkt reklamskatt. En särskild posttaxa för tidningar infördes redan 1820, men avvecklades från slutet av 1970-talet.

#### Krav
För att uppbära presstöd krävs att minst 55% av tidningens material måste vara egenproducerat. Presstödsnämnden har även agerat när tidningar har kopierat innehåll från andra tidningar.

## Presstöd i andra länder
I flera andra europeiska länder finns motsvarigheter till det svenska presstödet, bland annat i Belgien, Frankrike, Grekland, Italien och de övriga nordiska länderna. Vissa länder har enbart distributionsstöd, till exempel Portugal, och andra saknar helt direkta statliga bidrag till dagspressen, till exempel Spanien och de baltiska staterna. Ett vanligt sätt att ge indirekt presstöd är att tillämpa sänkt moms på dagstidningar som i Polen, eller helt befria dagstidningar från moms, vilket man har gjort i bland annat Storbritannien. Även utanför Europa förekommer presstöd, till exempel i Kanada.